# Couches
Couches é uma comuna francesa na região administrativa de Borgonha-Franco-Condado, no departamento de Saône-et-Loire. Estende-se por uma área de 19,52 km². Em 2010 a comuna tinha 1 365 habitantes (densidade: 69,9 hab./km²).